# Grupamento de Ações Táticas Especiais (PMMG)
O Grupamento de Ações Táticas Especiais (abreviado como GATE) foi uma unidade de operações especiais da Polícia Militar de Minas Gerais. Possuia sua base de operações em Belo Horizonte, capital do estado, e estava em condições de deslocar seu efetivo para qualquer parte do território mineiro através da Esquadrilha Pégasus.Foi encerrado em 2016 e transformado no Batalhão de Operações Policiais Especiais(PMMG).

## História
A origem das Operações Especiais em Minas Gerais remonta à década de 1940, quando se formou o primeiro curso de comandos no antigo Departamento de Instrução, predecessor da atual Academia de Polícia Militar do Prado Mineiro. Nos finais da década de 1970 é criado o Batalhão de Polícia de Choque e com ele o embrião do que se transformou na Companhia de Operações Especiais (COE), posteriormente transformada em Batalhão de Missões Especiais (BME) e  no Grupamento de Ações Táticas Especiais, o GATE.Em setembro de 2016 foi encerrado e se tornou BOPE.

## Equipes
Até 2013, o GATE de BH tinha 98 integrantes, quase todos com curso superior (muitos deles com mais do que um). Seus membros trabalham em situações de alto risco, como ameaças de bomba, rebeliões em presídios, resgate de reféns, patrulhas em favelas e segurança 24 horas de pessoas ameaçadas de morte, com as funções divididas em suas diversas equipes. Cada equipe possui viaturas, efetivos e treinamentos específicos.

### Time Tático
O Time Tático é responsável por invasões a edifícios e veículos, incursões em favelas e etc. Eles cooperam com o TGC, posicionados sempre de prontidão para invadir e resgatar o refém, caso algo dê errado.

### Comando de Operações em Mananciais e Áreas de Florestas
O COMAF é uma equipe especializada para operar em capturas ou salvamento em zona rural (mananciais e áreas de florestas), que fogem do ambiente urbano. Eles são treinados no cerrado, caatinga e Amazônia. Atuam reconhecendo a presença de edifícios na mata e, então, os adentrando sem a necessidade do time tático. Recentemente, passaram a atuar de camuflado digital.

### Time de Gerenciamento de Crise
O Time de Gerenciamento de Crise (TGC) é a responsável pela negociação policial, pelo suporte técnico e apoio logístico na cena da ação. O GATE nunca teve baixas de reféns ou policiais durante suas negociações.

### Esquadrão antibombas
O esquadrão antibombas é equipado com tecnologias modernas e dois trajes antifragmentação (que ficam localizados na sede de Belo Horizonte, e se deslocam para outras cidades em ocorrências onde sejam requeridos), e se especializam em apreender e neutralizar variados tipos de explosivos. Foi recebido um lote de equipamentos modernos para o EAB após a Copa das Confederações.

### Atiradores de elite
Os atiradores de elite (ou snipers) são acionados para situações de resgate de reféns, e atuam na observação e coleta de dados. Eles trabalham sempre em dupla, tendo um atirador ao lado de um observador equipado com um binóculo. Cada sniper tem seu próprio fuzil, que é adaptado ao seu físico, e utilizado sempre tanto em treinamento quanto em operações.

## Equipamentos
O GATE usa um uniforme completamente preto, composto de uma roupa de tecido de baixa luminosidade, coturnos e luvas de couro, máscaras, óculos escuros, capacete e colete à prova de balas, chegando a carregar, incluindo uma pistola 9mm e uma submetralhadora, perto de 30 quilos de equipamento. Os que vão à frente levam escudos que pesam quase 5 quilos e resistem a impactos de até meia tonelada. Para fins dos Jogos Olímpicos e Paralímpicos de 2016, uma vez que Belo Horizonte será uma das quatro capitais a receber jogos da competição, o GATE, o Funed, o Corpo de Bombeiros Militar de Minas Gerais, o Exército Brasileiro e a Polícia Federal receberam treinamento teórico e prático para aperfeiçoar a temática do bioterrorismo e as intervenções quanto à identificação de ameaças e incidentes químicos, biológicos e radiológicos. Também se acompanhou a aplicação de tecnologias e equipamentos desenvolvidos para o enfrentamento de ameaças bioterroristas, além de estratégias de contenção no caso de explosões e detonações, entre outros. Entre os recursos, estão um trator munido de câmeras para monitoramento e precisa neutralização de bombas, que pode ser controlado a uma distância de até 500 metros, tenda de contenção para ameaça química e biológica, detector de gases tóxicos e uma vestimenta para manuseio dos objetos. Para o Esquadrão Antibombas, foi adquirido ainda um aparelho XRS-3 de raio-x que permite checar o interior de um artefato explosivo, seu sistema e funcionamento e um braço robótico TM 600 (Telescopic Manipulator 600), que permite o técnico operar remotamente a uma distância segura de 3 m no desarmamento de artefatos de grande poder destrutivo.

### Armamento
O GATE dividia seus armamentos para funções variadas:
- Em operações urbanas, eles usam o Imbel MD97 5,56mm;
- Em operações rurais, eles usam o ParaFAL 7,62mm de fabricação da Imbel.[12]

Atualmente, uma parcela de soldados faz uso da carabina IMBEL IA2, do fuzil MD2A1 e das submetralhadoras Heckler & Koch MP5KA4, MP5A5 e MP5SD6.
Seus atiradores de elite fazem uso do fuzil de precisão Heckler & Koch PSG1.

### Mobilidade
O GATE, assim como outras unidades da PMMG, tem acesso à Esquadrilha Pégasus, helicóptero pelo qual se desloca a várias regiões de ocorrências com certa gravidade. Sua frota de viaturas é composta por caminhonetes Ford Ranger e carros Chevrolet Blazer.
Assim como o Batalhão de Polícia de Eventos, o GATE anunciou, em 19 de fevereiro de 2010, em Belo Horizonte, um veículo totalmente blindado da Amalcaburio chamado Pacificador para resgatar policiais e pessoas feridas em locais de difícil acesso ou durante conflitos envolvendo multidões, rebeliões, remoção de barricadas, desobstrução de vias públicas e situações de atentados e ataques terroristas. A viatura foi comprada por R$ 1,4 milhões e até hoje foi usada para combater o crime organizado apenas uma vez a cada cinco meses, embora sua participação em treinamentos e manifestos, e está estacionada na sede da BPE de BH, no bairro Gameleira. Ela tem blindagem especial nível 4, resistente a ferros, pedras, pistolas, revólveres, submetralhadoras, fuzis e granadas, além de capacidade interna para 14 pessoas, ar-condicionado, motor movido a diesel, para-choque de impulsão para dispersar multidões, canhão de água pressurizada e lançadores de gás lacrimogênio, tração de quatro rodas, monitores de vídeo e câmeras externas.

## Ingresso
Para entrar no GATE, deve-se primeiro ingressar nas fileiras da Polícia Militar, além de excelente comportamento e rigidez física, e, caso formado como Soldado no Curso Técnico de Segurança Pública (CTSP), esperar 4 anos; ou, se como Oficial no Curso de Formação de Oficiais (CFO), esperar 2. Então, após provas e testes físicos e indicação dos comandantes, o pretendente pode se candidatar no complexo processo de admissão, que dura quatro semanas. No primeiro dia, o policial deve subir 5 metros em uma corda sem usar as pernas e, em seguida, ficar flutuando vinte minutos numa piscina, sem que pudesse encostar no fundo ou nas bordas, e o tempo todo com o queixo acima da superfície da água. Os aspirantes também devem encarar corridas, natação, saltos de plataforma e provas de tiro sob a pressão psicológica dos veteranos. Após passar no processo, até 30 candidatos podem ser aprovados e iniciar o COEsp, que tem duração de quatro meses e uma carga horária de 917 horas.

### Preparação
A rotina de preparação envolve corridas de 5 quilômetros no entorno da Lagoa da Pampulha, sessões semanais de tiro e simulações de operação e simulações de operação nas áreas urbana e rural. Quando os membros do GATE não estão empregados em uma operação, estão no batalhão fazendo algum treinamento tático e lidando com todo tipo de situação possível que possam enfrentar.
Todos os dias os membros de Belo Horizonte se dirigem para incursões no Aglomerado da Serra, o maior complexo de favelas da cidade.

## Eficiência
Em novembro de 2009, o GATE venceu o II Campeonato de Tiro-Forças de Segurança Torneio Proclamação da República, promovido pela Polícia Rodoviária Federal (PRF), em que participaram representantes da Polícia Civil e Militar de Minas Gerais, além da Federal e Rodoviária Federal, do Sistema Penitenciário, da Secretaria de Defesa Social de Minas Gerais, do Corpo de Bombeiros Militar, entre outros. O GATE foi representado pelos Sargentos Paulo Costa e Russo, que ainda conquistaram, respectivamente, o 2º e 3º lugar individual.
Em 22 de setembro de 2011, o Soldado Rachid Ahmad Neto foi o primeiro colocado no X Curso de Atirador de Precisão realizado pelo Comando de Operações Táticas (COT) da Polícia Federal, com aproveitamento de 100%, entre 15 de agosto a 16 de setembro, totalizando 240 horas de treinamento em Brasília. Já em 28 de junho de 2012, um atirador não identificado de elite do GATE com seis anos na corporação foi  eleito pela Polícia Federal o melhor sniper do Brasil.

## Extinção
Em Setembro de 2016 o GATE foi extinto e se transformou no BOPE da PMMG.

## Lotações
- Belo Horizonte: até 2013, o GATE de BH contava com 98 integrantes.[3]
- Governador Valadares: até 2012, o GATE de Governador Valadares contava com 12 integrantes.[24]
- Uberlândia
- Juiz de Fora
- Uberaba
- Ipatinga
- Teófilo Otoni